# Calculadora (Nintendo Switch)
Calculator es un software de calculadora lanzado por Sabec para Nintendo Switch, una consola de videojuegos, en mayo de 2021. Fue ampliamente criticado por su precio US$10 y su plataforma, y los críticos señalaron que los dispositivos más adecuados presentaban software gratuito con una funcionalidad equivalente. Como meme de Internet, se convirtió en uno de los juegos mejor calificados de Metacritic para Switch por puntuación de usuario. Calculadora fue citada como una influencia en otros lanzamientos de Nintendo eShop que no son juegos.

## Descripción general
Calculadora replica una calculadora científica, incluyendo métodos para calcular aritmética elemental, funciones trigonométricas y logaritmos. Visualmente se parece a la aplicación de calculadora incluida con los dispositivos iOS. Calculadora fue desarrollado por la empresa británica Sabec para Nintendo Switch, una consola de videojuegos. Antes, se sabía que la empresa lanzaba software de utilidad y juegos sencillos para la plataforma. Estos incluyen un piano, una batería y una guitarra, así como una aplicación de visión nocturna que utiliza el sensor infrarrojo del Joy-Con. Shaun Musgrave de TouchArcade, que había informado periódicamente sobre los lanzamientos de Sabec, los consideró «software demasiado caro y prácticamente inútil». Calculator apareció por primera vez en Nintendo eShop el 11 de mayo de 2021 y se lanzó el 12 de mayo. Tenía un precio de US$10 o £8.09. Sabec lo anunció como adecuado para estudiantes e ingenieros. Posteriormente, la aplicación fue calificada para edades de 3 años en adelante por la Coalición Internacional de Calificación por Edad y luego se lanzó en Japón el 24 de junio a ¥899.

## Recepción
Calculadora fue la primera aplicación de Sabec que se volvió viral. Fue ampliamente criticada por su precio, que era más caro que algunas calculadoras físicas, aunque no tenía más funciones que las alternativas gratuitas para teléfonos inteligentes y computadoras personales . Las publicaciones que criticaron la relación precio-rendimiento de Calculator incluyen CNET, Engadget, Eurogamer, GameSpot, Gfinity, Kotaku, Nintendo Life, y TechRadar. Varios críticos cuestionaron su utilidad, similar al navegador web de la PlayStation 5, ya que había dispositivos más adecuados para usar como calculadoras. Musgrave consideró que no era el peor lanzamiento de la compañía y destacó el aspecto cómico de usar una calculadora en una plataforma de juegos. En su reseña de Gfinity, Henry Stockdale señaló que el diseño de pantalla ancha de la aplicación no parecía natural para una calculadora. Adam Vjestica, que escribe para TechRadar, consideró que Calculator es una prueba del mantenimiento defectuoso de la eShop y dijo que «el listón está tan bajo que, mientras un juego funcione, se le permitirá deslizarse hacia la eShop, incluso si apesta en el proceso». Creía que la cantidad de lanzamientos de baja calidad, así como la cobertura mediática que obtuvieron, obstaculizaban la visibilidad de los videojuegos independientes de mayor calidad.
La calculadora se convirtió en un meme de Internet. En Metacritic, un agregador de reseñas de videojuegos y otros medios, los usuarios bombardearon las reseñas de la aplicación con puntuaciones perfectas de 10/10 acompañadas de comentarios humorísticos. Esto le dio a Calculadora una puntuación de usuario promedio de 9,1/10 a los pocos días de su lanzamiento, ubicándolo como el quinto mejor juego de Switch por puntuación de usuario, a la par de Monster Hunter Rise. En speedrunning, el streamer de videojuegos SmallAnt estableció el récord de contar hasta 1000 usando la Calculadora en 38 segundos.

## Legado
Poco después de la popularidad de Calculator, Sabec lanzó más software no relacionado con juegos en la eShop, incluido un xilófono, un handpan, y Spy Alarm, que utiliza el sensor infrarrojo del Joy-Con para detectar movimiento. La compañía también desarrolló juegos con licencia basados en el programa de juegos británico Bullseye y el personaje Popeye. Calculator ha sido citado como una influencia en otros productos que no son juegos que ingresan a la eShop, como el software para tomar notas Notes lanzado por Game Nacional en junio de 2021. En agosto, generó el juego multijugador Battle Calculator de Blacksmith DoubleCircle, en el que hasta cuatro jugadores compiten para calcular un número determinado lo más rápido posible.